# Emil Jónsson
Emil Jónsson, född 27 oktober 1902, död 30 november 1986, var Islands statsminister från 23 december 1958 till 20 november 1959. Han var medlem i det idag upplösta partiet Alþýðuflokkurinn.

## Utmärkelser
- Kommendör med stora korset av Vasaorden, 22 april 1971.[4]